# Geomorfologické členění Česka
Z hlediska geomorfologického členění je Česko velmi rozmanitým teritoriem; nachází se na území čtyř geomorfologických provincií. Zdaleka největší rozsah z nich má Česká vysočina, k níž náleží 3/4 území Česka (celé Čechy a západní část Moravy a Slezska až k Brnu a Ostravě). Jihovýchodní a východní část českého území patří k Západním Karpatům. Zbylé dvě provincie zasahují pouze malou část českého území. Na jihovýchodě je to Dolnomoravským úvalem Západopanonská pánev, na severovýchodě Opavskou pahorkatinou Středoevropská nížina.
Vědecké geomorfologické členění jde do detailů – provincie (řádově desetitisíce km²) se dále podrobněji člení na soustavy (někdy zvané též subprovincie), podsoustavy (někdy též oblasti), celky, podcelky a okrsky (řádově desítky km²).

## Základní geomorfologické oblasti vČesku
GEOMORFOLOGICKÁ PROVINCIE
- geomorfologická subprovincie
  - geomorfologická oblast
    - geomorfologický celek

ČESKÁ VYSOČINA
- Šumavská subprovincie
  - Českoleská oblast
    - Český les
    - Podčeskoleská pahorkatina
    - Všerubská vrchovina

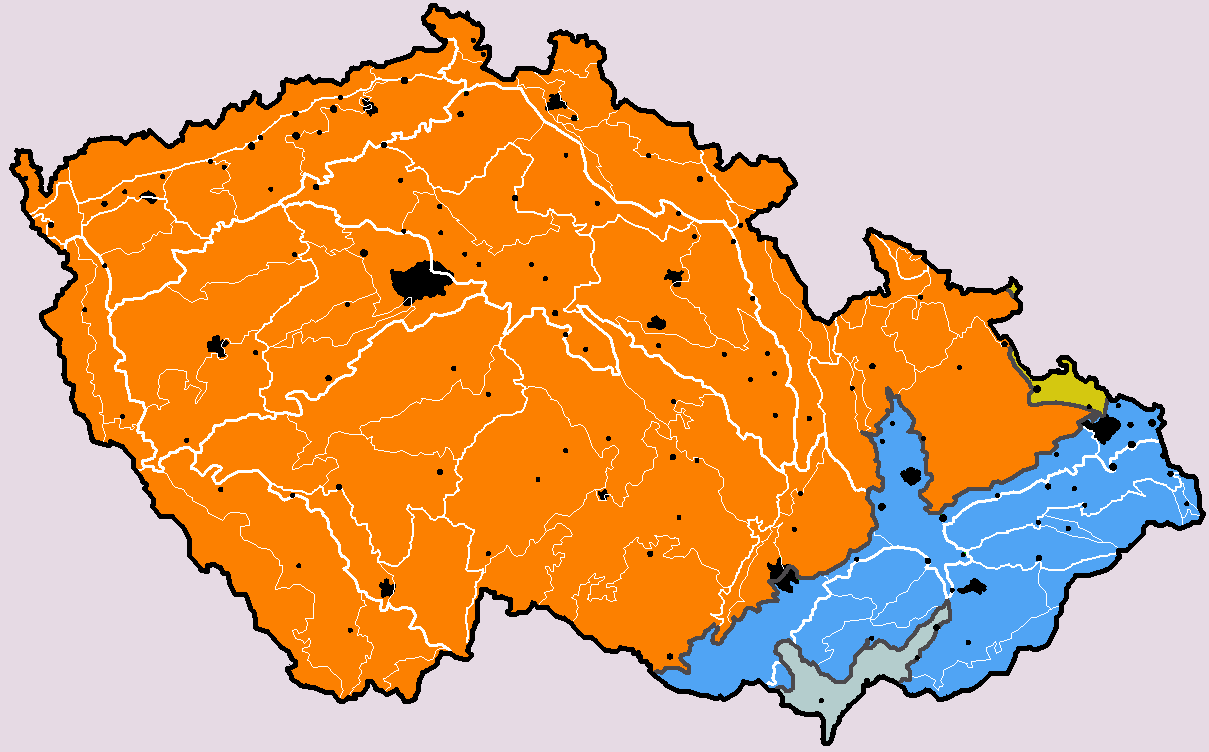
Geomorfologické členění území ČR - provincie
Česká vysočina
Středoevropská nížina
Západní Karpaty
Západopanonská pánev

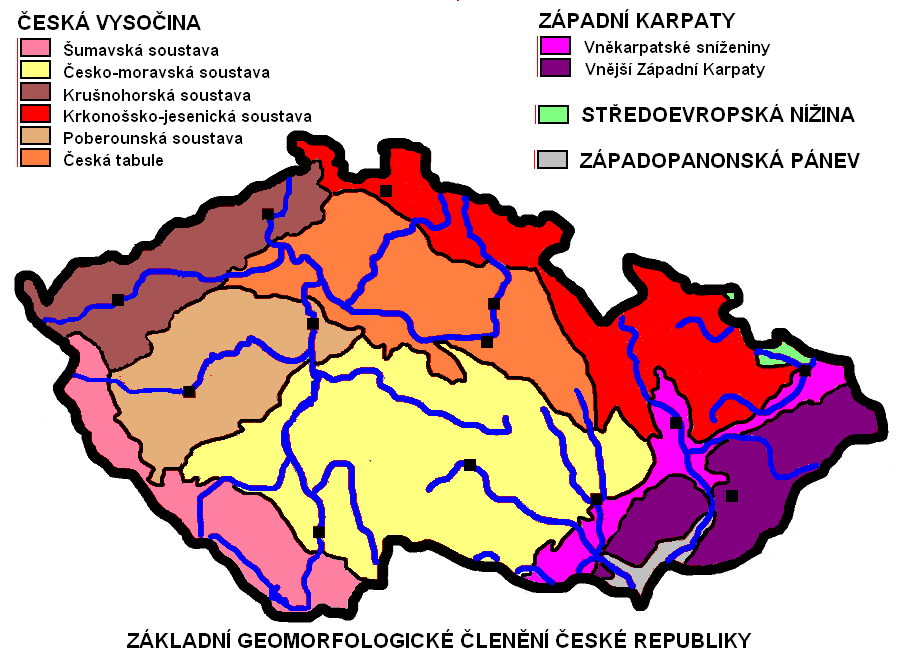
Geomorfologické členění ČR - subprovincie

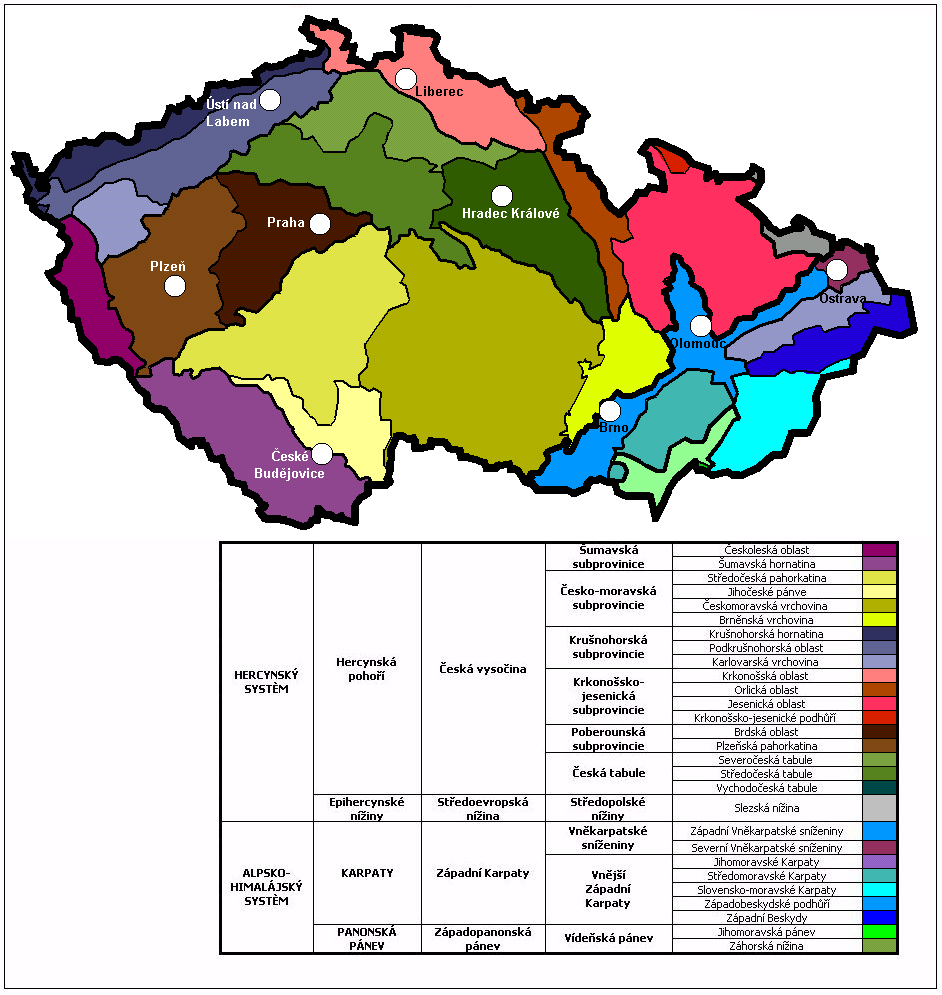
Geomorfologické členění ČR - oblasti

  - Šumavská hornatina (Geomorfologické členění Šumavské hornatiny)
    - Šumava
    - Šumavské podhůří
    - Novohradské hory
    - Novohradské podhůří
- Česko-moravská subprovincie
  - Středočeská pahorkatina
    - Benešovská pahorkatina
    - Vlašimská pahorkatina
    - Táborská pahorkatina
    - Blatenská pahorkatina

  - Jihočeské pánve
    - Českobudějovická pánev
    - Třeboňská pánev

  - Českomoravská vrchovina (Geomorfologické členění Českomoravské vrchoviny)
    - Křemešnická vrchovina
    - Hornosázavská pahorkatina
    - Železné hory
    - Hornosvratecká vrchovina
    - Křižanovská vrchovina
    - Javořická vrchovina
    - Jevišovická pahorkatina

  - Brněnská vrchovina (Geomorfologické členění Brněnské vrchoviny)
    - Boskovická brázda
    - Bobravská vrchovina
    - Drahanská vrchovina
- Krušnohorská subprovincie
  - Krušnohorská hornatina
    - Smrčiny
    - Krušné hory
    - Děčínská vrchovina

  - Podkrušnohorská hornatina
    - Chebská pánev
    - Sokolovská pánev
    - Mostecká pánev
    - Doupovské hory
    - České středohoří

  - Karlovarská vrchovina
    - Slavkovský les
    - Tepelská vrchovina
- Krkonošsko-jesenická subprovincie (Sudetská subprovincie)
  - Krkonošská oblast (Západosudetská oblast)
    - Šluknovská pahorkatina
    - Lužické hory
    - Ještědsko-kozákovský hřbet
    - Žitavská pánev
    - Frýdlantská pahorkatina
    - Jizerské hory
    - Krkonoše
    - Krkonošské podhůří

  - Orlická oblast (Středosudetská oblast)
    - Broumovská vrchovina
    - Orlické hory
    - Podorlická pahorkatina
    - Kladská kotlina

  - Jesenická oblast (Východosudetská oblast)
    - Zábřežská vrchovina
    - Mohelnická brázda
    - Hanušovická vrchovina
    - Králický Sněžník
    - Rychlebské hory
    - Zlatohorská vrchovina
    - Hrubý Jeseník
    - Nízký Jeseník

  - Krkonošsko-jesenické podhůří (Sudetské podhůří)
    - Vidnavská nížina
    - Žulovská pahorkatina
- Poberounská subprovincie
  - Brdská oblast
    - Džbán
    - Pražská plošina
    - Křivoklátská vrchovina
    - Hořovická pahorkatina
    - Brdská vrchovina

  - Plzeňská pahorkatina
    - Rakovnická pahorkatina
    - Plaská pahorkatina
    - Švihovská vrchovina
- Česká tabule
  - Severočeská tabule
    - Ralská pahorkatina
    - Jičínská pahorkatina

  - Středočeská tabule
    - Dolnooharská tabule
    - Jizerská tabule
    - Středolabská tabule

  - Východočeská tabule
    - Východolabská tabule
    - Orlická tabule
    - Svitavská pahorkatina

ZÁPADNÍ KARPATY
- Vněkarpatské sníženiny
  - Západní Vněkarpatské sníženiny
    - Weinviertelská pahorkatina
    - Dyjsko-svratecký úval
    - Hornomoravský úval
    - Vyškovská brána
    - Moravská brána

  - Severní Vněkarpatské sníženiny
    - Ostravská pánev
- Vnější Západní Karpaty
  - Jihomoravské Karpaty
    - Mikulovská vrchovina

  - Středomoravské Karpaty
    - Ždánický les
    - Litenčická pahorkatina
    - Chřiby
    - Kyjovská pahorkatina

  - Slovensko-moravské Karpaty
    - Vizovická vrchovina
    - Bílé Karpaty
    - Javorníky

  - Západobeskydské podhůří
    - Podbeskydská pahorkatina

  - Západní Beskydy
    - Hostýnsko-vsetínská hornatina
    - Rožnovská brázda
    - Moravskoslezské Beskydy
    - Jablunkovská brázda
    - Slezské Beskydy
    - Jablunkovské mezihoří

STŘEDOEVROPSKÁ NÍŽINA
- Středopolské nížiny
  - Slezská nížina
    - Opavská pahorkatina

ZÁPADOPANONSKÁ PÁNEV
- Vídeňská pánev
  - Jihomoravská pánev
    - Dolnomoravský úval

  - Záhorská nížina
    - Chvojnická pahorkatina